# Стрелецкая улица (Владимир)
Стрелецкая улица — улица в исторической части города Владимир. Проходит от Октябрьского проспекта до Стрелецкого переулка.

## История
Историческое название улице дано по существовавшей здесь, по реке Лыбеди, с XVI века Стрелецкой слободе. Жителями в слободе была возведена церковь Николая Чудотворца.
В смутные времена слобода была разорена интервентами — земля, хозяйства, церковь пришли в запустение.
К концу XIX века (по списку 1899 года) улица значилась как Большая Стрелецкая улица (была ещё и Малая Стрелецкая).
В 1900 году на углу Большой и Малой Стрелецких улиц было закончено постройкой на пожертвованные средства здание приюта для слепых детей (современный адрес д. 42 на ул. Стрелецкой) со школой и домовой церковью Пантелеимона (проект архитектора М. П. Кнопфа).
С 1933 по 1936 год улица носила имя Сталина.
По программе «Благоустройство территорий муниципальных образований Владимирской области в 2017 году» в районе улицы создан Спортивный сквер.

## Достопримечательности

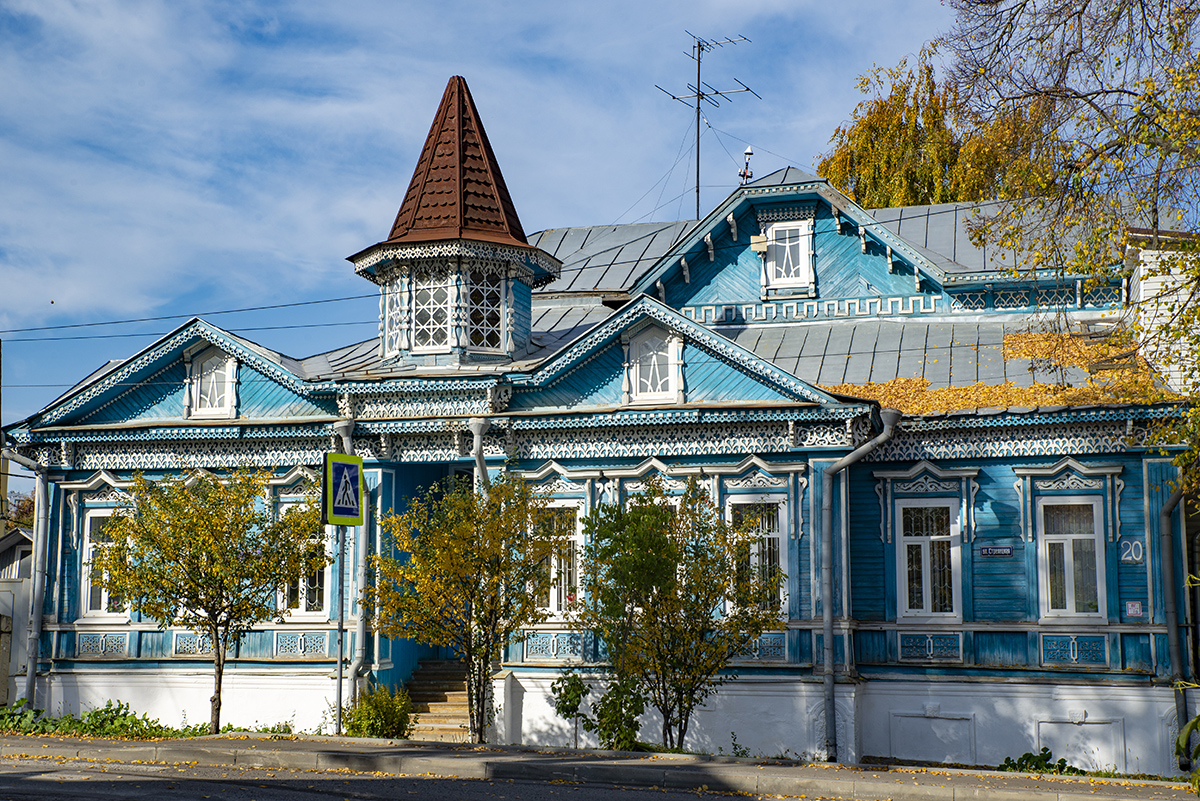
Дом Протасьева

д. 20 — Дом Протасьева (нач. XX века) 
д. 42 — бывший приют для слепых

## Известные жители

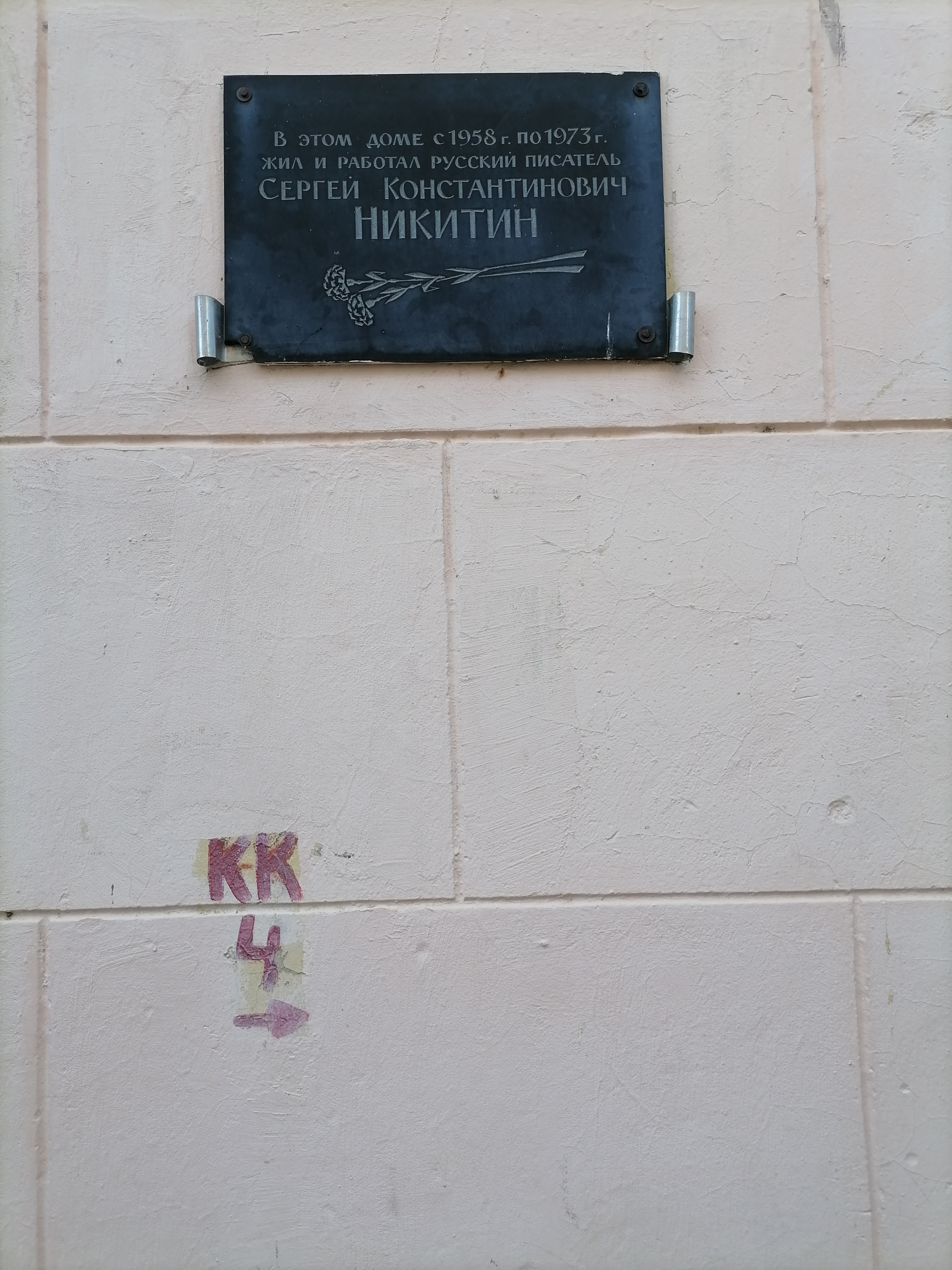
Владимир. Стрелецкая улица, 1

д. 1 — Сергей Никитин (1926—1973), советский писатель (мемориальная доска). В квартиру С. К. Никитина приходили Алексей Фатьянов, Владимир Солоухин, Виктор Полторацкий, Константин Паустовский, Н. Замашкин, Виктор Боков, В. Жуков, Геннадий Серебряков, М. Кузнецов, Леонид Коробов, Василий Акулинин, Сергей Ларин, Борис Горбунов, Виктор Светозаров, Николай Городиский.